# You Are
"You Are" é uma canção do girl group britânico Atomic Kitten, Foi escrito por Paul Gendler, Wayne Hector, Ali Tennant e Steve Mac para a reedição do álbum de estréia da banda, Right Now (2000),  lançado em 2001. O single tornou-se o single mais baixo do grupo no ranking, não conseguindo entrar nas paradas da Ásia, no Reino Unido e na Irlanda, mas encontrou sucesso na Suécia, França e Áustria.

## Informações
A canção foi introduzida na re-edição do álbum. A versão do álbum de "You Are", difere da versão single, como a versão single apresenta novos vocais gravados e um novo arranjo musical. Na versão do álbum, Natasha canta cada solo na canção, entretanto, para a versão single, Liz canta a metade dos versos, enquanto Jenny canta os vocais e as respostas do fundo.

## Performance comercial
"You Are" é um dos singles menos bem sucedidos do Atomic Kitten. A gravadora originalmente pensou que o single iria ser um enorme sucesso, devido ter sido escrito por Steve Mac, um compositor que produziu vinte singles em número um. No entanto, a música nunca foi promovida internacionalmente - apenas no Reino Unido, onde nunca foi lançada e parcialmente na Alemanha. O single tornou-se um top vinte na Nova Zelândia, onde atingiu o número treze, permanecendo no top cinqüenta por quinze semanas, um terço dos quais estavam no top 20. Na Bélgica, a música chegou ao número vinte e quatro. Era o quarto maior single no gráfico, Durando onze semanas no top cinqüenta.
Em outros lugares da Europa, a música não atingiu o top 20, embora tenha sido planejado para ser lançado no Reino Unido durante o Natal, mas nunca foi lançado por razões desconhecidas. No entanto, a canção conseguiu chegar ao top 100 devido às importações, atingindo o número noventa no Reino Unido. Na Europa de língua alemã, a música conseguiu o pico de número sessenta e um na Alemanha e ficou nas paradas por nove semanas. Ele apareceu pela primeira vez nas paradas em dezembro de 2001 e apareceu novamente em janeiro de 2003. Na Suíça, a música chegou ao número quarenta e permaneceu nas paradas durante dezesseis semanas, o tempo mais longo de qualquer país em que o single tenha sido lançado.

## Videoclipe
O videoclipe foi originalmente planejado para ser filmado no Grand Central Station, na cidade de Nova York; no entanto, os planos tiveram que ser descartados devido ao ataque terrorista no World Trade Center. Em vez disso, o vídeo foi filmado em um cenário especialmente construído. Ao longo do vídeo, o grupo está em um palco de vidro com um fundo branco e dois grandes alto-falantes, em ambos os lados do palco. O vídeo começa com as integrantes do grupo sentadas em cadeiras. Uma coreografia de dança básica acompanha o refrão. Após o refrão, o grupo anda no palco em um ritmo não estilizado. Ao longo do vídeo, várias cenas de um jovem casal também são retratados.

## Lista de faixas
CD
1. "You Are" - 3:27
2. "You Are" (M*A*S*H Radio Mix) - 3:37
3. "Megamix" - 6:00
4. "You Are" (Video)

## Desepenho nas tabelas musicais

### Paradas semanais
| Chart (2001)                              | Maior posição |
| ----------------------------------------- | ------------- |
| Alemanha (German Singles Chart)           | 61            |
| Áustria (Austrian Singles Chart)          | 46            |
| Bélgica (Belgium Singles Chart Flanders)  | 24            |
| Bélgica (Belgium Singles Chart Wallonia)  | 9             |
| Países Baixos (Dutch Top 40)              | 31            |
| França (French Singles Chart)             | 86            |
| Nova Zelândia (New Zealand Singles Chart) | 13            |
| Reino Unido (UK Singles Chart)            | 90            |
| Suécia (Swedish Singles Chart)            | 52            |
| Suíça (Swiss Singles Chart)               | 40            |